# جبل بارناسوس
جبل بارناسوس، أو بارناسووس (باليونانية: Παρνασσός)‏، هو جبل من الحجر الجيري يقع في وسط اليونان ويرتفع أعلى مدينة دلفي، الواقعة في شمال خليج كورينث، ويوفر هذا الجبل مناظر خلابة لبساتين الزيتون والمناطق الريفية المحيطة. ووفقًا للميثولوجيا الإغريقية، كان هذا الجبل مقدسًا لدى الإله أبولو وحوريات الكوريشيان، كما كان موطنًا لـربات الفنون. ولقد كان جبل بارناسوس مُفضَلاً من قِبل الدوريين. وهناك نظرية تقول إن كلمة بارنا- مشتقة من نفس جذر الكلمة التي تعني في اللغة اللوية كلمة منزل.

## أساطير

أورفيوس، الحياة، والأحداث في بارناسوس.

تمت تسمية جبل بارناسوس باسم بارناسووس، ابن الحورية كليودورا، ورَجُلها كليوبومباس. ولقد غمرت الأمطار الغزيرة المدينة التي كان يقودها بارناسوس. ففر المواطنون هربًا من الفيضان متبعين عويل الذئاب باتجاه المنحدر الجبلي. وهناك، قام الناجون ببناء مدينة أخرى سموها ليكوريا والتي تعني في اليونانية «عويل الذئاب». وبينما كان يعيش أورفيوس  مع والدته وخالاته الثماني الحسناوات على جبل بارناسوس، قابل أبولو الذي كان يغازل إلهة إلهام الكوميديا ثاليا. أصبح أبولو مولعًا بـأورفيوس وأعطاه قيثارة ذهبية صغيرة، وعلَّمه كيفية العزف عليها. كما علمته والدته تأليف مقطوعات شعرية للغناء. وكما كان وسيط الوحي لدلفي مقدَسًا لدى الإله أبولو، فإن الجبل نفسه أصبح كذلك لاقترانه بـأبولو. ووفقًا لبعض الروايات التراثية، كان بارناسوس موقعًا لنافورة كاستاليا وموطنًا لربات الفنون، ووفقًا لبعض الروايات التراثية الأخرى، فإن ذلك الشرف كان لـجبل الهليكون، وهو جبل آخر يقع في نفس النطاق. أصبح بارناسوس معروفًا بموطن الشعر، والموسيقى، والتعلم، بوصفه موطن ربات الفنون.
كما كان بارناسوس أيضًا مسرحًا للعديد من الأحداث الثانوية التي لا تمت بصلة ببعضها في الميثولوجيا اليونانية.
- ولقد ذُكِر في بعض الروايات طوفان نوح اليونانية أن تابوت ديوكاليون أتى ليستقر على منحدر البارناسوس. وتلك هي الرواية الواردة في الأسطورة التي تُحكى في قصيدة للشاعر أوفيدالتي تسمى باسم التحولات.
- قضى أوريستيس وقته مختبئًا في جبل بارناسوس.
- وكان جبل بارناسوس مقدسًا لدى الإله ديونيسوس.
- ويعد كهف كوريشيان، الواقع على منحدرات البارناسوس مقدسًا، لدى الإله بان وربات الفنون.
- وفي الكتاب التاسع عشر للـأوديسة، حكى أوديسيوس قصة نطحه في فخذه أثناء رحلته لصيد الخنازير على جبل بارناسوس في مرحلة شبابه.

كما كان بارناسوس أيضًا موطنًا لـالحصان المجنح، وهو الحصان المجنح التابع لـبيليروفون.

## بارناسوس كمجازٍ

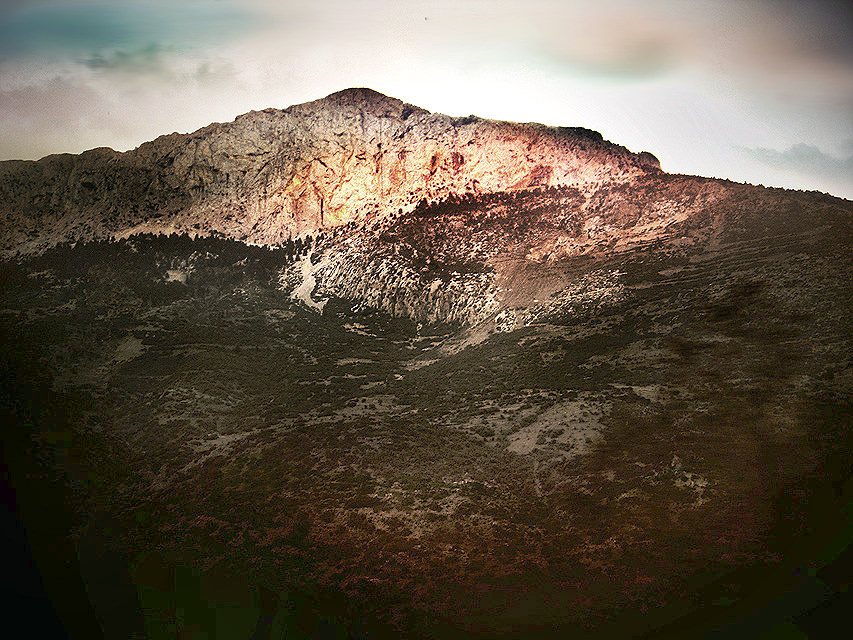
جبل بارناسوس

يشير اسم «بارناسوس» في الأدب عادةً إلى تميزه كموطنٍ للشعر، والأدب، والتعلم، وتحمل منطقة مونتبارناس على سبيل المثال في باريس بفرنسا ذلك الاسم بسبب إلقاء العديد من طلاب الأدب للشعر في الشوارع؛ لذا فقد أطلقوا عليه اسم «لي مونت بارناس (le) Mont Parnasse))».

## بارناسوس اليوم
تعد منحدرات بارناسوس اليوم، موقعًا لمركزين من مراكز التزلج على الجليد. ويتكون مركز بارناسوس للتزلج من قسمين هما؛ كيلاريا وفتيرولاكا اللذان يشكلان معًا أكبر مركز تزلج على الجليد في اليونان. كما يوجد مركز أصغر للتزلج (لا يحتوي إلا على مصعدي سحب فقط) ويسمى جيرونتوفراهوس، ويقطع سلسلة من الجبال من كيلاريا. كما يعد جبل بارناسوس ملغمًا بالإمدادات الغزيرة من البوكسيت الذي يتم تحويله إلى أكسيد الألومنيوم ثم إلى الألومنيوم.
وقد بدأ إنشاء منتجع التزلج عام 1975، وتم الانتهاء منه عام 1976 حين تم تشغيل أول مصعدي سحب في فتيرولاكا. وفي عام 1981 اكتمل إنشاء منطقة تزلج جديدة في كيلاريا، بينما بدأ تشغيل مقعد هيرميس للرفع وتوصيله بمنطقتي التزلج في موسم الشتاء 1987-1988. واستمر كلا المنتجعين في التوسع، وفي عام 1933 تم تثبيت أول رباعية عالية السرعة في اليونان، وتسميتها باسم هرقل. واليوم يعمل مركز التزلج بأربعة عشر مصعدًا، وتليفريك سعة أربعة مقاعد، وكرسي رفع رباعي المقاعد عالي السرعة، وأربعة كراسي أخرى ثلاثية المقاعد، وكرسي رفع آخر ثنائي المقاعد، وستة مصاعد سحب، بطاقة استيعابية تصل إلى خمسةِ آلاف شخصٍ في الساعة. ويضم مركز التزلج 25 منحدرًا محددًا للتزلج وحوالي اثني عشر مسارًا للتزلج بمجموع طول 30 كم، بينما يعد أطولها منفردًا 4 كم.

## وصلات خارجية
- Greek Mountain Flora
- "Óros Parnassos, Greece" on Peakbagger